# Njambajaryn Tögscogt
Njambajaryn Tögscogt (mong. Нямбаярын Төгсцогт; ur. 23 czerwca 1992 w Ułan Bator) – mongolski bokser, wicemistrz olimpijski, srebrny medalista mistrzostw świata (2009) w wadze muszej.
W 2009 zdobył srebrny medal mistrzostw świata. W 2012 został wicemistrzem olimpijskim z Londynu w wadze muszej.